# シールドビーム
シールドビーム (sealed beam lamp) は、レンズおよびリフレクター（反射板）を組み込んだ白熱電球のことである。発光フィラメントと不活性ガスを充填した点では従来の白熱電球と同じ構造であるが、光線を一方向へ集光させるために電球の一部を反射鏡とし、その反対側にレンズを設けたものである。

## 特徴
従来の（レンズとリフレクターを組み込んだ「ランプハウス」と共に用いる）電球交換式に比し、以下のような特徴がある。
長所
- 大型の電球そのままと言える構造から、長寿命・高輝度(当時の基準で)になる。
- 電球以外の部品が簡素化されることにより、大量生産されると安価になる。自動車・鉄道車両などでは前照灯・尾灯などに使用する際の覆いとなるランプハウジングと置き換えを図ることができ、車両のコストダウンに寄与する。
- （ランプハウジングの部品である）レンズの曇りのうち、内部の曇りがなくなる。
- 自動車などに利用されているシールドビームを交換する際の付け外しは、樹脂レンズ仕様の車と比べて容易な場合が多い。
- （自動車部品の場合）ランプ全体が完全密閉されているため、外気の影響によるリフレクターのめっきの劣化が発生しづらく、紫外線などに起因する劣化が発生したとしても、シールドビーム全体の交換で対処可能である。近年の内部のバルブのみ交換可能なランプの場合、密閉不良に伴うランプユニット内への水分の浸入（結露）や、粗悪なHIDバルブの使用などによる紫外線でめっきの劣化が発生した場合、ランプユニット全体を交換するか、ユニットを分解してリフレクターの再めっきを施す必要があるが、シールドビームの交換はこれらの修理に比較すれば費用が安価である。

短所
- レンズとリフレクターが一体化しているため、電球寿命による交換時には必然的にそれらを含めた交換となる。従来の電球交換式では安価に部分交換できたレンズやリフレクターの破損でも全交換に該当し、場合によっては部品代が高くついてしまう
- 自動車部品の場合も、補修は原則としてシールドビーム全体の交換となるため、フィラメントのみが切れた場合にはバルブのみ電球交換式と比較して部品費が高額になりやすい。後者のタイプはレンズの一部が欠けたりした場合でも、バルブが割れていなければ点灯の継続が可能であるが、シールドビームはレンズの破損は電球としての機能全体の喪失に直結する。

- 規格型の場合は意匠性に欠ける。

## 用途
自動車向け
自動車の前照灯改良の過程で商品化されたため、主に自動車のそれに用いられることが多く、特にアメリカ市場においては、1940年から1983年にかけての44年間、SAE規格のシールドビームの装着が義務付けられていたこともあり、欧州車や日本車もアメリカ市場向け車両は必ずシールドビームが装着されることとなっていた。しかし、規格化されたことで大きさ・形状が決まってしまい、車両デザインの幅が狭まったことで没個性化の原因の1つとされ、後に、より高輝度・長寿命な白熱電球が普及したことで、自動車用のそれは新車では用いられなくなっている。また、ハロゲンランプに比べて輝度が低いこと、構造上レンズの材質がガラスに限定されるために人身事故を想定した衝突安全性（歩行者保護性能）を満たせないことなどから、保安基準に適合できなくなっており、日本国内メーカーでは生産が中止されて入手が困難な事例も発生している。こうした近況に対して、純正部品の供給では代替として寸法が同じでバルブのみハロゲンバルブに交換できる構造の「セミ・シールドビーム」や、構造上はシールドビームであるが、フィラメントを白熱電球からハロゲンランプに置き換えて光量の向上と長寿命化を図った「ハロゲン・シールドビーム・ランプ」（Halogen Sealed Beam lamp、HSB）と呼ぶ一体式が、主に角型ランプを中心に用意されている。
鉄道車両向け
鉄道車両では列車の高速化に伴い、標識灯として従来の電球よりも輝度を確保できることから、日本では1970年頃になって普及したが、1990年代後半からHIDが、2010年後半以降は高輝度LEDの普及が進み、新型車両での採用は少なくなっている。